# Mowgli (album)
Mowgli – debiutancki album studyjny polskiego rapera Kabe. Został wydany 20 listopada 2020 roku przez wytwórnię QueQuality.
Album uzyskał status platynowej płyty (2021).

## Lista utworów
Opracowano na podstawie materiału źródłowego.
1. Sukces
2. Mowgli
3. Analog (gościnnie: Major SPZ)
4. Block
5. Wczoraj (gościnnie: Płomień 81)
6. Fefe
7. Nike Air Max
8. Ghetto Life (gościnnie: Kizo)
9. Nad ranem
10. 2.0 (gościnnie: Waldemar Kasta)
11. Euro
12. Bez nerwów (gościnnie: Hemp Gru)
13. Agenda
14. Ktoś (gościnnie: Kaz Bałagane)